# Divisão de segmentos

A divisão de dois segmentos de reta AB e CD é dado da seguinte forma:

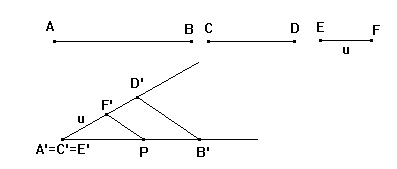
Divisão de segmentos

1. Transportamos o segmento AB para uma reta r e marcamos como A'B'.
2. Sobre A' traçamos uma reta r' concorrente com r.
3. Sobre r' transportamos o segmento unidade EF com origem em A' e o segmento CD também com origem em A'
4. Traçamos o segmento D'B'.
5. Paralelamente ao segmento D'B' traçamos uma reta que passa por F' e marcarmos o ponto P onde essa reta encontra a reta r
6. O segmento de reta A'P' é a divisão do segmento AB pelo segmento CD.

## Justificativa
Os triângulos A'F'B' e A'D'P são semelhantes logo temos que:

sendo {\displaystyle E'F'=1} temos que {\displaystyle A'P={\frac {\overline {A'B'}}{\overline {C'D'}}}} logo {\displaystyle A'P={\frac {\overline {AB}}{\overline {CD}}}}